# Donovan Mitchell
Donovan Mitchell Jr. (Elmsford, 7 september 1996) is een Amerikaans basketballer die speelt als shooting-guard.

## Carrière
Mitchell speelde collegebasketbal voor de Louisville Cardinals van 2015 tot 2017. In 2017 werd hij als 13e door de Denver Nuggets gekozen in de NBA draft van dat jaar. Hij werd diezelfde dag nog geruild voor Tyler Lydon en Trey Lyles naar de Utah Jazz. Hij speelde vijf seizoenen lang voor de Utah Jazz en werd sinds 2020 verkozen tot NBA All-Star en in zijn eerste seizoen werd hij verkozen tot NBA All-Rookie First Team. In september 2022 werd hij geruild naar de Cleveland Cavaliers voor Ochai Agbaji, Lauri Markkanen, Collin Sexton en een aantal draftpicks.
Na het seizoen 2022/23 werd hij verkozen tot All-NBA Second Team. Na een blessure in 2024 werd hij korte tijd naar de Cleveland Charge gestuurd.

## Erelijst
- NBA All-Star: 2020, 2021, 2022, 2023, 2024
- All-NBA Second Team: 2023
- NBA All-Rookie First Team: 2018
- NBA Slam Dunk Contest: 2018

## Statistieken

### Regulier seizoen
| Seizoen      | Team                | WG  | WS  | MPW  | 2P%  | 3P%  | FW%   | RPW | APW | SPW | BPW | PPW  |
| ------------ | ------------------- | --- | --- | ---- | ---- | ---- | ----- | --- | --- | --- | --- | ---- |
| 2017/18      | Utah Jazz           | 79  | 71  | 33,4 | 43,7 | 34,0 | 80,5  | 3,7 | 3,7 | 1,5 | 0,3 | 20,5 |
| 2018/19      | Utah Jazz           | 77  | 77  | 33,7 | 43,2 | 36,2 | 80,6  | 4,1 | 4,2 | 1,4 | 0,4 | 23,8 |
| 2019/20      | Utah Jazz           | 69  | 69  | 34,3 | 44,9 | 36,6 | 86,3  | 4,4 | 4,3 | 1,0 | 0,2 | 24,0 |
| 2020/21      | Utah Jazz           | 53  | 53  | 33,4 | 43,8 | 38,6 | 84,5  | 4,4 | 5,2 | 1,0 | 0,3 | 26,4 |
| 2021/22      | Utah Jazz           | 67  | 67  | 33,8 | 44,8 | 35,5 | 85,3  | 4,2 | 5,3 | 1,5 | 0,2 | 25,9 |
| 2022/23      | Cleveland Cavaliers | 68  | 68  | 35,8 | 48,4 | 38,6 | 86,7  | 4,3 | 4,4 | 1,5 | 0,4 | 28,3 |
| Carrière     | Carrière            | 468 | 460 | 34,2 | 45,0 | 36,6 | 84,3  | 4,3 | 4,6 | 1,4 | 0,3 | 24,8 |
| NBA All-Star | NBA All-Star        | 4   | 1   | 22,2 | 48,2 | 39,5 | 100,0 | 5,0 | 5,0 | 1,8 | 0,3 | 17,8 |

### Play-offs
| Seizoen  | Team                | WG | WS | MPW  | 2P%  | 3P%  | FW%  | RPW | APW | SPW | BPW | PPW  |
| -------- | ------------------- | -- | -- | ---- | ---- | ---- | ---- | --- | --- | --- | --- | ---- |
| 2017/18  | Utah Jazz           | 11 | 11 | 37,4 | 42,0 | 31,3 | 90,7 | 5,9 | 4,2 | 1,5 | 0,4 | 24,4 |
| 2018/19  | Utah Jazz           | 5  | 5  | 38,6 | 32,1 | 25,6 | 72,7 | 5,0 | 3,2 | 1,6 | 0,2 | 21,4 |
| 2019/20  | Utah Jazz           | 7  | 7  | 37,7 | 52,9 | 51,6 | 94,8 | 5,0 | 4,9 | 1,0 | 0,3 | 36,3 |
| 2020/21  | Utah Jazz           | 10 | 10 | 34,6 | 44,7 | 43,5 | 82,9 | 4,2 | 5,5 | 1,1 | 0,2 | 32,3 |
| 2021/22  | Utah Jazz           | 6  | 6  | 38,2 | 39,8 | 20,8 | 88,1 | 4,3 | 5,7 | 0,7 | 0,5 | 25,5 |
| 2022/23  | Cleveland Cavaliers | 5  | 5  | 41,3 | 43,3 | 28,9 | 72,2 | 5,0 | 7,2 | 2,0 | 0,6 | 23,2 |
| Carrière | Carrière            | 44 | 44 | 37,5 | 43,1 | 35,9 | 85,6 | 5,0 | 5,0 | 1,3 | 0,3 | 27,8 |